# Nincskegyelem-aknabarlang
A Nincskegyelem-aknabarlang Magyarország fokozottan védett barlangjai közül az egyik. A Duna–Ipoly Nemzeti Parkban lévő Naszályon található. A Cserhát hegység jelenlegi három fokozottan védett barlangja közül az egyik. A Cserhát hegység második legmélyebb és harmadik leghosszabb barlangja.

## Leírás
Vácnak a Sejce nevű területén, a Naszály hegy nyugati részén található bányában nyílik a szűk bejárata, egy körülbelül 30 méter magas bányafalnak körülbelül a harmadában. Felső triász, dachsteini mészkőben keletkezett. A hosszúságához viszonyítva kicsi, megközelítőleg 27 méter vízszintes kiterjedésű. A barlang fő járatainak többsége függőleges irányban alakult ki. A hőmérsékletét nagyon meghatározza a kinti hőmérséklet. Az üregrendszer mind a három nagy aknája közel, körülbelül öt méterre van a bányafalak külső felszínétől. Nyáron a bejárati aknában előfordult 25–30 °C-is.
A járatainak a kialakulási irányát négy fő tektonikus törés határozta meg. A felső járatai a formajegyek tanúsága alapján hévizes eredetűek, freatikus, azaz gőz hatására létrejött oldás által keletkeztek. A simára oldott falak, a jellegzetes, íves falfelületek és a borsókő jelenléte bizonyítják ezt. Az alsó szakasza valószínűleg a süllyedő karsztvízszint melletti keveredési korrózió hatására vált a jelenlegi morfológiájúvá. Kialakultak a mély, kör szelvényű aknák és a sima falak. A morfológiai kisformái, a kőcsipkék, az élek és az oldalvályúk, a kannelúrák, azaz a függőleges karrok és a boxwork szerkezetek a későbbi, hideg vizes oldás termékei. Huzatborsókövek is láthatók az aknák közötti ablakokban.
A barlang a Duna–Ipoly Nemzeti Park Igazgatóság engedélyével látogatható. Teljes bejárásához kötéltechnikai eszközök alkalmazása szükséges.
A Cserhát fokozottan védett barlangjainak nevei „N” betűvel kezdődnek, a Naszályi-víznyelőbarlangé, a Nézsai-víznyelőbarlangé és a Nincskegyelem-aknabarlangé, akárcsak a Cserhát legrégebben ismert és leghíresebb barlangjának, a Násznép-barlangnak neve is.
Először Romantika-aknabarlang (Antal 2002) volt a neve, majd Nincs kegyelem-aknabarlangnak (Antal 2002) nevezték el. Azért kapta a Nincs kegyelem-aknabarlang elnevezést, mert egy működő kőbányában megnyíló üreg sorsa általában a megsemmisülés. Sok járata vallási témák alapján lett elnevezve: Purgatórium, Pokol-akna, Mennyország-akna – ez vagy szabálytalan helyesírású, vagy tréfás elnevezés –, Sátán-akna, Áldásosztó és a már átnevezett Juliánusz-átjáró, illetve régen Juli-ánusz-átjáró is – ez a rész Juliánusz barátra utal, vagy Julira, valamint a nyelvjátékra és a magyar helyesírásra (Juliánusz, Julianus). 2002-ben volt először Nincskegyelem-aknabarlangnak nevezve a barlang az irodalmában, a 2002-ben készült térképén.

## Kutatástörténet
A barlang bányászat következtében tárult fel. A Naszály Barlangkutató Csoport tagjai, azaz Antal József és társai 2002. március 7-én bukkantak bejáratára a hivatalos helyszíni bejárásuk alkalmával és jártak a barlangban. 2002-ben a Környezetvédelmi Minisztérium Barlangtani Intézetének megbízásából a részletes állapotfelmérése is megtörtént a járatrendszernek a Troglonauta Barlangkutató Egyesület munkájaként. Sok mindenre kiterjedő leírás, helyszínvázlat, fénykép-dokumentáció készült, amely részletes bejáráson alapult. A kürtők is be lettek járva.
A barlang régi helynevei ekkor a hivatalos barlangtérképen és a szakvéleményen át lettek nevezve. Barlangtérképe ebben az évben készült el a részletes állapotfelmérés részeként, amelyhez a barlangot a Pizolit Barlangkutató Egyesület és a Troglonauta Barlangkutató Egyesület tagjai mérték fel. A térképezést Szabó Zoltán vezette és ő szerkesztette, valamint rajzolta az alaprajzi barlangtérképet, a hosszmetszet barlangtérképet és a térhálós vetület barlangtérképet.
Az első bejárás részletes leírása 2003-ban jelent meg nyomtatásban. A 2003. évi Cholnoky Jenő Karszt- és Barlangkutatási Pályázaton, a Troglonauta Barlangkutató Egyesület csoport kategóriában indult pályamunkájában az egyik legszínvonalasabb rész a Nincskegyelem-aknabarlangban végzett feltáró munka bemutatása. Ezért a pályázat bíráló bizottsága különdíjjal jutalmazta az egyesületet. 2005. szeptember 1-től a környezetvédelmi és vízügyi miniszter 22/2005. (VIII. 31.) KvVM rendelete szerint a Duna–Ipoly Nemzeti Park Igazgatóság működési területén, a Naszályi-rögben található Nincskegyelem-aknabarlang a felügyelőség engedélyével látogatható. 2005. szeptember 1-től a környezetvédelmi és vízügyi miniszter 23/2005. (VIII. 31.) KvVM rendelete szerint a Cserhát hegységben lévő Nincskegyelem-aknabarlang fokozottan védett barlang. A 2006. évi MKBT Tájékoztatóban közölve lett, hogy a Cserhát hegységben elhelyezkedő Nincskegyelem-aknabarlang fokozottan védett barlang lett.
2007. március 8-tól a környezetvédelmi és vízügyi miniszter 3/2007. (I. 22.) KvVM rendelete szerint a Duna–Ipoly Nemzeti Park Igazgatóság működési területén lévő Naszályi-rögben elhelyezkedő Nincskegyelem-aknabarlang az igazgatóság engedélyével tekinthető meg. 2013. július 19-től a vidékfejlesztési miniszter 58/2013. (VII. 11.) VM rendelete szerint a Nincskegyelem-aknabarlang (Naszályi-rög, Duna–Ipoly Nemzeti Park Igazgatóság működési területe) az igazgatóság hozzájárulásával látogatható. 2015. november 3-tól a földművelésügyi miniszter 66/2015. (X. 26.) FM rendelete szerint a Nincskegyelem-aknabarlang (Cserhát hegység) fokozottan védett barlang. 2021. május 10-től az agrárminiszter 17/2021. (IV. 9.) AM rendelete szerint a Nincskegyelem-aknabarlang (Naszályi-rög, Duna–Ipoly Nemzeti Park Igazgatóság működési területe) az igazgatóság engedélyével látogatható. A 13/1998. (V. 6.) KTM rendelet egyidejűleg hatályát veszti.